# Barão de Sena Fernandes
Barão de Sena Fernandes é um título nobiliárquico criado por D. Luís I de Portugal, por Decreto de 25 de Outubro de 1888, em favor de Bernardino de Sena Fernandes, depois 1.° Visconde de Sena Fernandes e 1.° Conde de Sena Fernandes.
Titulares
1. Bernardino de Sena Fernandes, 1.° Barão, 1.° Visconde e 1.° Conde de Sena Fernandes.